# Niederstraß
Niederstraß ist eine Ortschaft der Stadtgemeinde Attnang-Puchheim im Bezirk Vöcklabruck (Hausruckviertel, Oberösterreich).

## Lage
Niederstraß liegt auf der Terrasse zwischen Redlbach und Ager, südlich des Spitzbergs, und umfasst etwa 350 Gebäude mit 1200 Einwohnern. Es erstreckt sich als Straßendorf entlang der Römerstraße, der alten Verbindungsstraße Puchheim – Schwanenstadt im Osten (jetzt Nebenstraße der B1 Wiener Straße).
Heute ist Niederstraß mit den Ortschaften Puchheim und Attnang weitgehend verschmolzen und reine Wohngegend.
Nachbarorte und -ortschaften:
| Attnang  |                                                   | TuffeltshamRedlham (Gem. Redlham) |
| Puchheim | Kompassrose, die auf Nachbargemeinden zeigt       | Aham                              |
|          | Puchheimer Au Sicking (Ortsch., Gem. Desselbrunn) |                                   |

## Geschichte
Bedeutung erlangt der Ort 1850, als die Niederstrasser Kohlenbahn eröffnet wurde, mit der die Braunkohle des  Ottnanger Reviers über Thomasroith abtransportiert wurde. In Niederstraß wurde sie auf Fuhrwerke umgeladen und weiterverfrachtet. Schon 1860 wurde die k.k. privilegierten Kaiserin-Elisabeth-Bahn und der (heutige) Bahnhof Attnang-Puchheim eröffnet, was den Bahntransport ermöglichte. Die Kohlebahn selbst wurde mit der Kronprinz-Rudolf-Bahn (heute Salzkammergutbahn) überbaut, der Abbau 1968 endgültig eingestellt.
Am 21. April 1945, wurde auch Niederstraß mit der Bahnhofumgebung durch amerikanische Bombenangriffe stark verwüstet. Zwischen Puchheim und Niederstraß wurde der Ortskern Neu-Attnang und heute Stadtkern Attnang-Puchheim neu aufgebaut, und das Dorf wurde zunehmend zum Stadtteil (Stadterhebung 1990).
| Hzt. Österr. | Hzt. Österr. | Kgr. Bayern | Krld. Österr. o.d.Enns | Krld. Österr. o.d.Enns | Krld. Österr. o.d.Enns | Krld. Österr. o.d.Enns | Krld. Österr. o.d.Enns | (1.) Rep. Österr. | (1.) Rep. Österr. | Dt. Reich | (2.) Rep. Österreich | (2.) Rep. Österreich | (2.) Rep. Österreich | (2.) Rep. Österreich | (2.) Rep. Österreich | (2.) Rep. Österreich |
| 1604         | 1778/88      | 1811        | 1869                   | 1880                   | 1890                   | 1900                   | 1910                   | 1923              | 1934              | 1939      | 1951                 | 1961                 | 1971                 | 1981                 | 1991                 | 2001                 |
| 42           | 45           | 40          | 47                     | 43                     | 64                     | 114                    | 258                    | 273               | 512               | 542       | 791                  | 1239                 | 1423                 | 1331                 | 1228                 | 1213                 |
| 7            | 9            | 9           | 9                      | 9                      | 9                      | 16                     | 32                     | 37                | 91                | −         | 141                  | 214                  | 263                  | 317                  | 333                  | 356                  |